# Primadonna (chanson)
Singles de Marina and the Diamonds
Shampain
(2010) Power & Control
(2012)
Pistes de Electra Heart
Bubblegum Bitch
(1) Lies
(3)
Primadonna est une chanson de l'auteure-compositrice-interprète britannique Marina and the Diamonds. Elle est sortie le 20 mars 2012 en tant que premier single  d’Electra Heart, le second album studio de la chanteuse.

## Crédits et Personnel
| - Auteur - Marina Diamandis, Julie Frost, Dr. Luke, Henry Walter | - Production - Dr. Luke, Cirkut |

Crédits extraits du livret de l'album Electra Heart, 679 Recordings, Warner Music Group, Atlantic Records, Elektra Records.